# Cipriano Nguema Mba
Cipriano Nguema Mba Mitogo, político y militar ecuatoguineano. 

## Biografía
Teniente coronel de las Fuerzas Armadas de Guinea Ecuatorial y sobrino del presidente del país, Teodoro Obiang, aprovechó que tenía pasaporte belga para convertirse en refugiado político en Camerún desde 2003. En septiembre de 2008 fue secuestrado con la participación del embajador ecuatoguineano en el país, Florencio Mayé Elá, y enviado a Guinea Ecuatorial.
Consiguió escapar de la prisión de Evinayong en octubre de 2010, huyendo de nuevo a Camerún, donde fue otra vez detenido. Con posterioridad pudo escapar del país, obteniendo el estatus de refugiado político en Bélgica en 2013. Durante una visita a la capital de Nigeria, Abuya, el excoronel fue de nuevo secuestrado el 14 de diciembre de 2013 y trasladado a Guinea Ecuatorial. En septiembre de 2014 se inició el juicio contra él, siendo procesado por un presunto intento de golpe de Estado y sentenciado a 27 años de prisión.
Nguema Nba fue puesto en libertad en octubre de 2018 tras un indulto presidencial. En marzo de 2019 volvió a establecerse en Bélgica para reencontrase con su familia.